# Hiéroglyphe égyptien F9
La tête de léopard, en hiéroglyphes égyptiens, est classifiée dans la section F « Parties de mammifères » de la liste de Gardiner ; cet hiéroglyphe y est noté F9.

## Représentation
Il représente une tête de léopard (Panthera pardus). Il est translittéré pḥty.

## Utilisation
| F22 · t · y | F9 | F9 |

| F22 · t · y | F9 | F9 |

| F9 | F9 |

| F9 | F9 |

| F9 | F9 |

| F9 | F9 |